# Десбах
Десбах (нем. Deesbach) — община в Германии, в земле Тюрингия. 
Входит в состав района Заальфельд-Рудольштадт. Подчиняется управлению Бергбанрегион/Шварцаталь.  Население составляет 409 человек (на 31 декабря 2010 года). Занимает площадь 6,12 км².